# Templo de Augusto (Pula)
O Templo de Augusto (em croata: Augustov hram; em italiano: Tempio di Augusto) é um bem preservado templo romano na cidade de Pula, Croácia (conhecida nos tempos romanos como Pietas Iulia). Dedicado para o primeiro imperador romano, Augusto, foi provavelmente construído durante o tempo de vida do imperador em algum ponto entre 2 a.C. e sua morte em 14 d.C. Foi construído sob um pódio com um alpendre prostilo tetrastilo de colunas coríntias e mede cerca de 8 por 17.3 m (26 por 57 ft), e 14 m (46 ft) de altura. O friso ricamente decorado é similar para aquele de algum templo maior e mais velho, a Maison Carrée em Nîmes, França. Esses dois templos são considerados os dois melhores monumentos romanos completos fora da Itália.

## História
O templo foi parte de uma tríade consistindo de três templos. O Templo de Augusto permanecia ao lado esquerdo do templo central, e o templo similar da deusa Diana permanecia no outro lado do templo principal. Embora o templo central maior não tenha sobrevivido, a inteira parte de trás do Templo de Diana ainda é claramente visível devido à sua incorporação ao Palácio Comunal, construído em 1296.
O templo foi construído sob os restos do pódio de um santuário precedente edificado entre 42 a.C. e 16 a.C., quando a República Romana estava em plena expansão e a cidade de Pietas Iulia era outrora fora das suas fronteiras e portanto possuía o status de colônia. A construção se coloca no grande plano procurado pelo imperador Augusto de renovação da urbanística de grande parte da cidade agora submetida à Roma, na ótica de celebrar a novata instituição imperial, que havia substituído uma república durando quase cinco séculos. Construído entre 2 a.C. e 14 d.C., o templo foi dedicado ao próprio imperador.
O local de culto também foi dedicado à deusa Roma, porque Augusto estava relutante com a construção do edifício em seu nome que não fosse dedicado sequer à figura do império divinizado, em modo que a transição à nova forma de governo não parecesse demasiado brusca e radical.
O templo foi fechado aos fins do século IV, quando o Cristianismo se tornou a religião de Estado e o culto pagão foi suprimido. Como muitos outros edifícios similares (entre os quais o Panteão, a Maison Carrée e dois templos do Fórum Boário) deve a sua preservação para a transformação em igreja dedicada para Maria durante o século VIII, quando a Ístria foi anexada pelos bizantinos. No século XVI um dos lados da cela foi danificado por um incêndio. O dano foi reparado apenas no século XVII pelos venezianos, que haviam conquistado a costa da Ístria e da Dalmácia. Diversos edifícios foram construídos em torno ao templo, que foi incorporado em um complexo mais extenso. O alpendre tornou-se uma galeria aberta, enquanto o interior foi transformado em um celeiro. No século XVIII foi transformado em um estábulo, mas com a redescoberta da arte clássica, o erudito Scipione Maffei, propôs transportar o templo para Veneza, como exemplo sublime de arquitetura, juntamente com o anfiteatro romano da mesma cidade, mas a ideia não foi realizada devido ao elevado custo da operação.
No final do século XIX, o templo ficava na esquina do mercado de Pula e era parcialmente escondido por casas, "de modo que o visitante não pode obter uma visão até que esteja perto dele".
Entre 1920 e 1925 foram demolidas as estruturas que se haviam estabelecido em torno do edifício. Este último foi restaurado no mesmo ano e trazido para a forma original pelo arquiteto Alessandro Rimini encomendado pela Soprintendenza di Trieste. Durante a Segunda Guerra Mundial, em 3 de março de 1944, o templo sofreu danos causados por um bombardeio aliado na cidade de Pula, a qual era ocupada pelas forças nazistas. A restauração durou até 1947 e foi cuidada pela  Soprintendenza delle Belle Arti di Trieste, porque a cidade ainda era italiana (seria até fevereiro, quando foi assinado o Tratado de Paris). Isso permitiu que a estrutura de chegar em boas condições até os nossos dias. Hoje é usado como um lapidário para exibir peças de escultura romana.
O interior do edifício abriga um pequeno museu de lápides e esculturas romanas encontradas durante as escavações arqueológicas da colônia de Pietas Iulia, estabelecidas em 1806 pelo general francês Auguste de Marmont, governador das Províncias Ilírias, durante a conquista napoleônica. Alguns vestígios de afrescos ainda podem ser vistos nos muros da cela.
Um templo gêmeo foi construído na mesma área, mas já no século XIII, o edifício já não estava mais em boas condições, tanto que em 1296 foi incorporado no edifício da Comuna. O posterior do templo ainda é visível ao exterior do edifício.

### Dedicação
A dedicação do templo originalmente consistia de letras em bronze afixadas por unhas para as pedras da arquitrave. Apenas os orifícios de fixação agora permanecem e muito do texto tem sido destruído ao longo do tempo. Entretanto, consistia de uma dedicação padrão também encontrada em outros templos augustanos, qual lê:
ROMAE · ET · AVGVSTO · CAESARI · DIVI · F · PATRI · PATRIAE
Para Roma e Augusto César, filho da deidade, pai da pátria
ou
Em honra de Roma e Augusto César, filho do deificado [Júlio], pai de seu país.
Isso indica que o templo foi originalmente também co-dedicado para a deusa Roma, a personificação da cidade de Roma. Ao contrário dos templos posteriores, tais como o Templo do Divino Augusto em Roma, o templo não foi dedicado para divus (o deificado) Augusto – um título apenas dado para o imperador após sua morte. Este, o título Pater Patriae que foi votado para Augusto em 2 a.C., e o estilo arquitetônico do templo, têm permitido aos arqueólogos datar o templo para o tardio período augustano, antes da morte de Augusto em 14 d.C.

## Descrição
O templo foi construído em um pódio com um alpendre tetrastilo prostilo de colunas coríntias. As paredes foram construídas de acordo com a conhecida técnica de aparelho isódomo (opus isodomum).
Mede cerca de 8 metros por 17,3 metros. Seu friso ricamente decorado é semelhante ao de um templo maior e mais velho, a Maison Carrée de Nîmes.
O templo é tetrastilo, ou seja, com quatro colunas na fachada principal, e duas lateralmente posicionadas, para um total de seis colunas. A ordem é coríntia, apesar da escolha atípica de utilizar colunas de tronco liso em vez de entalhes (como no Panteão). A cela tem quatro pilares de canto, enquanto a entrada ao templo é decorado com pilastras. O material utilizado para a construção do edifício é mármore branco. O templo não tinha decorados frontões, mas apenas uma dedicatória escrita em caracteres de bronze na arquitrave, que se lia "Romae et Augusto Caesari Divi F. Patri Patriae".
No complexo edifício aparece um aspecto esbelto e elegante, com um forte contraste entre as partes salientes e reentrantes, em particular no nível do vestíbulo, onde existe um grande contraste entre luz e sombra. A estrutura foi projetada por Andrea Palladio no século XVI.

## Galeria

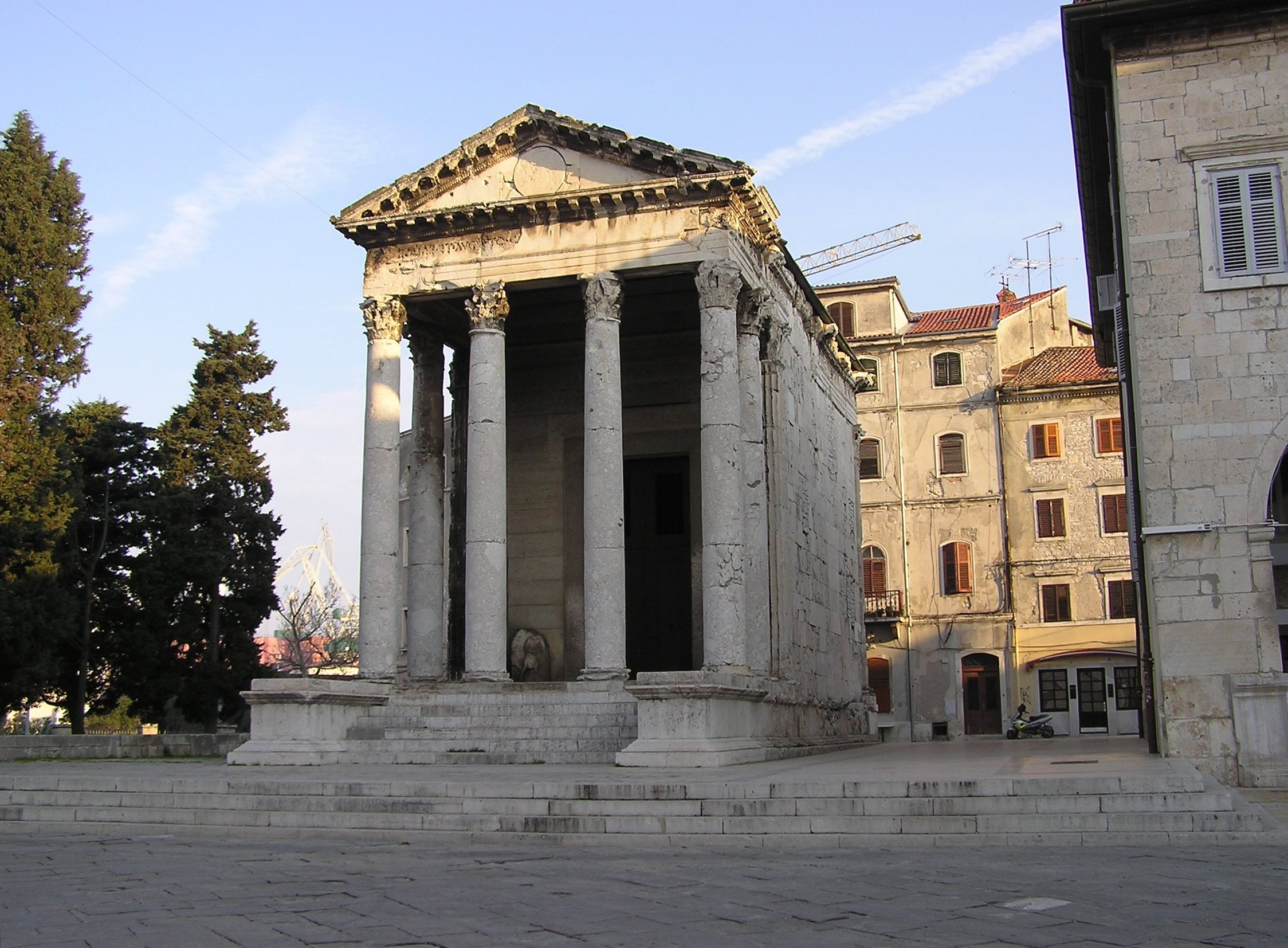
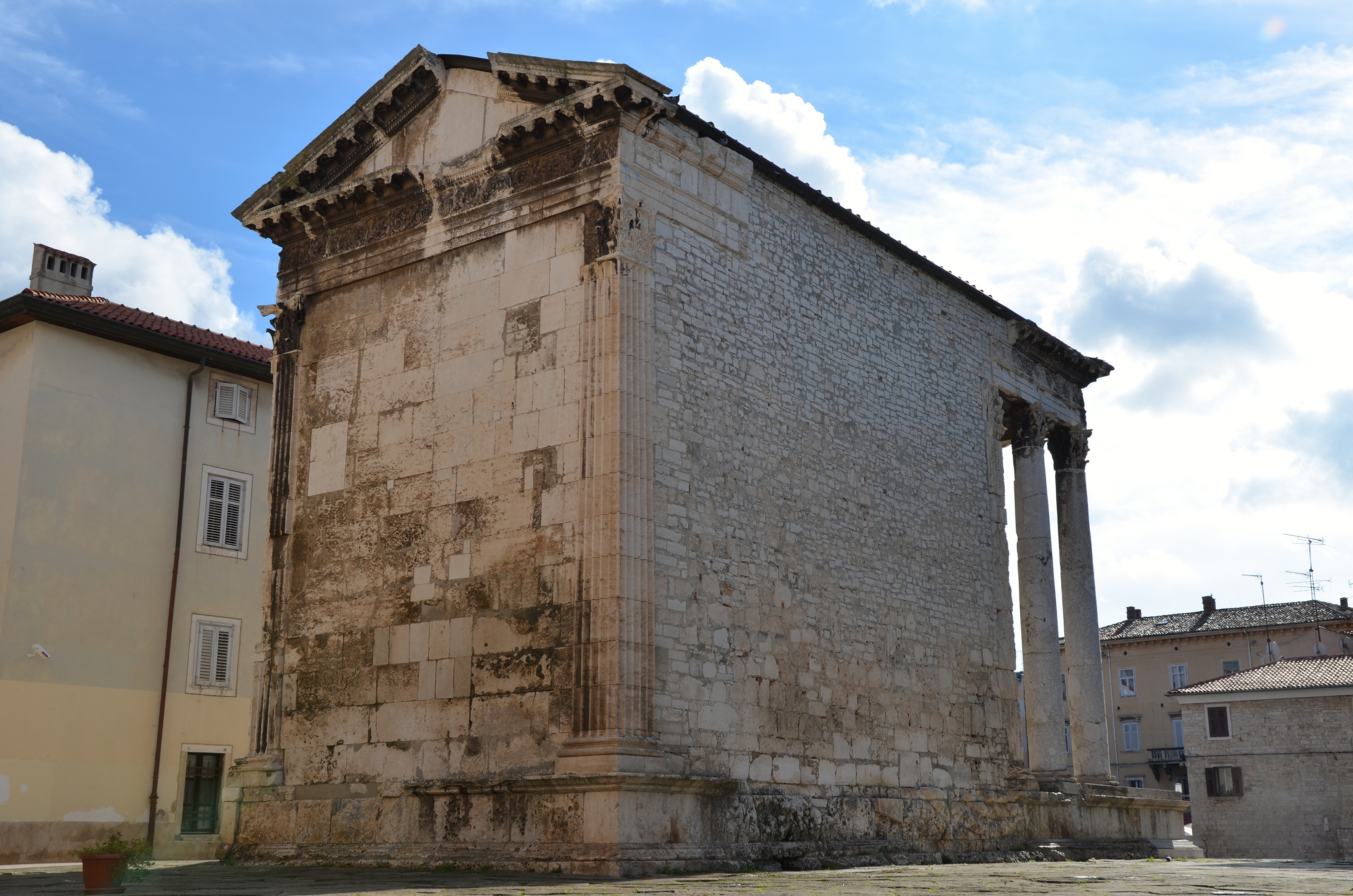
vista posterior
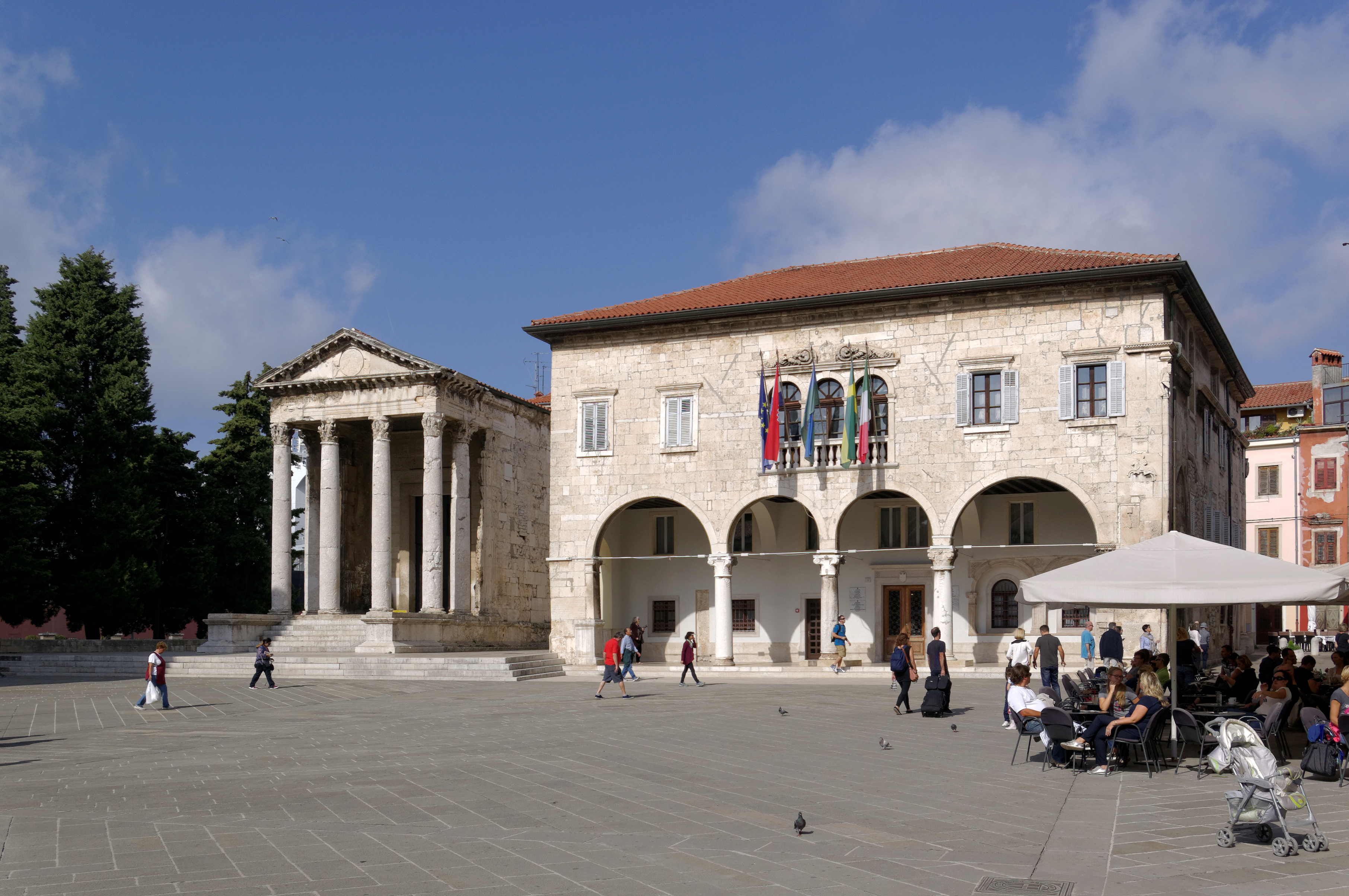
O templo próximo ao Palácio Comunal de Pula
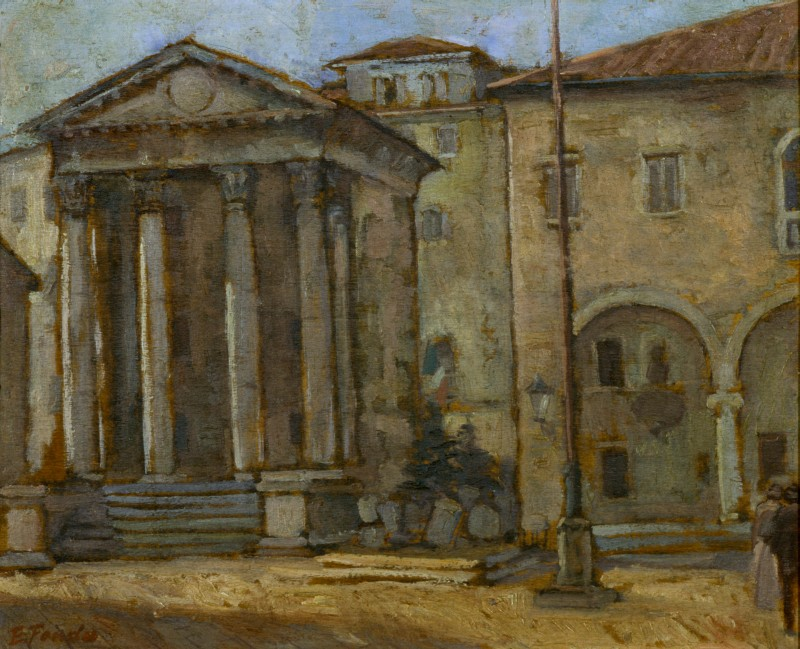
Uma pintura de 1924 por Enrico Fonda
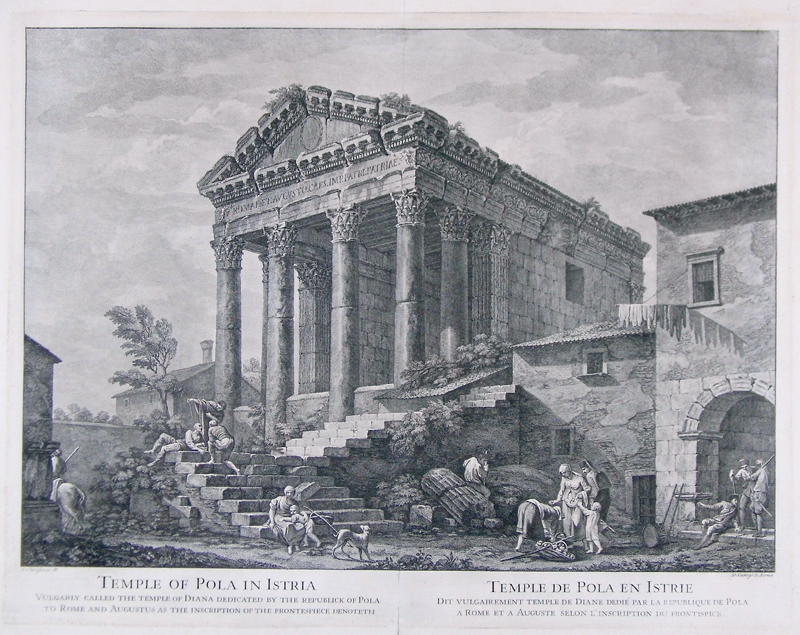
Uma gravura dos anos 1760